# آورانویل (وژژ)
آورانویل (به فرانسوی: Avrainville) یک کمون در فرانسه است که در ووژ (فرانسه) واقع شده‌است. آورانویل ۴٫۵۷ کیلومتر مربع مساحت دارد ۲۶۹ متر بالاتر از سطح دریا واقع شده‌است.